# Anastrepha freidbergi
Anastrepha freidbergi är en tvåvingeart som beskrevs av Allen L.Norrbom 1993. Anastrepha freidbergi ingår i släktet Anastrepha och familjen borrflugor. Inga underarter finns listade i Catalogue of Life.